# Fairview (Geòrgia)
Fairview és una concentració de població designada pel cens dels Estats Units a l'estat de Geòrgia. Segons el cens del 2000 tenia 6.601 habitants.

## Demografia
Segons el cens del 2000, Fairview tenia 6.601 habitants, 2.568 habitatges, i 1.931 famílies. La densitat de població era de 339,8 habitants/km².
Dels 2.568 habitatges en un 31% hi vivien nens de menys de 18 anys, en un 59,2% hi vivien parelles casades, en un 12,2% dones solteres, i en un 24,8% no eren unitats familiars. En el 22% dels habitatges hi vivien persones soles el 9,9% de les quals corresponia a persones de 65 anys o més que vivien soles. El nombre mitjà de persones vivint en cada habitatge era de 2,57 i el nombre mitjà de persones que vivien en cada família era de 3.
Per edats la població es repartia de la següent manera: un 24,3% tenia menys de 18 anys, un 8,9% entre 18 i 24, un 28% entre 25 i 44, un 24,8% de 45 a 60 i un 14% 65 anys o més.
L'edat mediana era de 38 anys. Per cada 100 dones de 18 o més anys hi havia 88,8 homes.
La renda mediana per habitatge era de 33.894 $ i la renda mediana per família de 40.379 $. Els homes tenien una renda mediana de 30.015 $ mentre que les dones 22.155 $. La renda per capita de la població era de 15.687 $. Entorn del 7,2% de les famílies i el 8,8% de la població estaven per davall del llindar de pobresa.

## Poblacions més properes
El següent diagrama mostra les poblacions més properes.